# Моршанская улица (Москва)
Моршанская улица — небольшая улица на юго-востоке Москвы в районе Выхино-Жулебино.

## Происхождение названия
Улица получила название в 1995 году по расположенному в Тамбовской области городу Моршанск, так как обычно улицы, расположенные на юге, юго-западе или юго-востоке Москвы, называются в честь южных городов России.

## Описание
Улица идёт от Жулебинского бульвара до 1-го Люберецкого проезда. Улица частично пешеходная. Почтовый индекс — 109153.

## Транспорт
Ближайшая к улице остановка общественного транспорта — «Платформа Ухтомская», расположенная на Лермонтовском проспекте.

### Автобусы
373  Выхино — Улица Строителей
323  Выхино — Октябрьский
352  Выхино — 115-й квартал
346  Выхино — Коренёво
669 2-й микрорайон Жулебина — Школа им. Миля
463  Выхино — Февральская улица

### Маршрутки
373к  Выхино — Улица Строителей
546к  Рязанский проспект — Балластный карьер
50к  Лермонтовский проспект — Платформа Томилино
393к  Выхино — 7-й квартал Лыткарина
534к  Рязанский проспект — Платформа Быково